# Каналескуро I (Маса-Карара)
Каналескуро I је насеље у Италији у округу Маса-Карара, региону Тоскана.
Према процени из 2011. у насељу је живело 57 становника. Насеље се налази на надморској висини од 94 м.